# 山田良市
山田 良市（やまだ りょういち、1923年（大正12年）9月3日 - 2013年（平成25年）2月27日）は、日本の海軍軍人、航空自衛官。第15代航空幕僚長。海兵71期。海軍での最終階級は海軍大尉。航空自衛隊での最終階級は航空幕僚長たる空将。

## 経歴

### 海軍
1923年（大正12年）9月3日、福岡県に生まれる。戸畑中学を経て1939年（昭和14年）海軍兵学校第71期生として入校。1942年（昭和17年）11月14日、卒業、少尉候補生。戦艦「武蔵」、敷設艦「津軽」乗組を経て1943年（昭和18年）6月、少尉任官、霞ヶ浦海軍航空隊40期飛行学生に入隊。大分空・筑波空で戦闘機操縦訓練を受けた。
1944年（昭和19年）6月末「紫電」装備の341空戦闘第402飛行隊に配属。10月フィリピンマルコット基地に進出。10月29日に来襲した米艦載機群の邀撃が初陣となった。このときの空戦では17機が出撃して無事帰投したのは山田を含め5機だけだった。その後も同地域で来襲する米軍機の邀撃に当たっていた。12月、大尉に進級。同月に空戦中の着陸事故により負傷し内地に帰還した。
1945年（昭和20年）1月8日、343空戦闘第701飛行隊（維新隊）分隊長に着任。維新隊隊長は鴛淵孝大尉。343空は新鋭機「紫電改」が集中配備され松山で源田実司令の構想のもと編隊空戦、通信強化を徹底するため猛訓練を受ける。激戦を戦い、鹿児島県川内川で不時着した際には地元民に敵と間違われ取り囲まれたこともあった。
1945年8月15日、終戦。山田は、これから福知山に移り夜間攻撃だけを行うと聞かされていたため、大変だと覚悟しており、負けるとは思っていなかったという。終戦時、准士官以上で源田司令と共に自決する希望者が募られ、山田によれば、源田司令に心服していたため、司令が死ぬなら自分も死のうと深く考えずに志願したという。これは皇統を匿う皇統護持作戦の参加者の選抜であり、作戦を明かされた山田は生涯をかけた盟約を結ぶ。後年、源田司令から「自決の時、お前はにやにやしとった」と言われたという。天皇制存続が決まり、司令に「帰ります」と言って引き上げた。司令もそれに対し何も言わなかった。その後、公職追放となる。
1949年（昭和24年）戦死した戦闘701飛行隊長鴛淵孝の妹である光子と結婚。鴛淵に遺品がないことを知り自分の時計を遺品として届けた際に一目ぼれした。山田は「隊長が生きていたら自分が悪いのをよく知っているから認めなかったでしょうね」と語っている。

### 航空自衛隊
1954年（昭和29年）航空自衛隊の創設に伴い、1等空尉として入隊。1955年（昭和30年）末から半年間、アメリカラックランドに留学し、ジェット機の訓練を受けた。1959年（昭和34年）、千歳第2航空団第3飛行隊長。1960年（昭和35年）9月、浜松第1航空団第2飛行隊長（ブルーインパルスを担当）。1963年（昭和38年）指揮幕僚課程終了。1964年（昭和39年）に開催された東京オリンピック開会式では航空幕僚監部飛行教育班長としてブルーインパルスの地上指揮を執った。1966年（昭和41年）空幕防衛班長。
1967年（昭和42年）次期戦闘機調査団長として欧米に視察、F-4の導入を事実上決定した。1972年（昭和47年）1月、空将補に昇任。同年7月、第5航空団司令。1974年（昭和49年）5月、空幕防衛部長。1975年（昭和50年）7月、空将に昇任、保安管制気象団司令。1976年（昭和51年）2月、西部航空方面隊司令官。1977年（昭和52年）7月、術科教育本部長。1978年（昭和53年）3月、航空総隊司令官。 
1979年（昭和54年）8月、第15代航空幕僚長に就任。紫電改のエンジンが引き上げられた際、慰霊碑の筆を山田航空幕僚長が書いた。義兄であり上官でもあった鴛淵孝隊長の戦死した日の未帰還機であった。スクランブル機にミサイルの搭載を決定する。1981年（昭和56年）2月、退官。空幕長在任時にレジオン・オブ・メリットを叙勲する。
退官後は東京計器、コーンズ・アンド・カンパニー・リミテッドに勤めた。戦闘機パイロット歴は延べ28年半、総飛行時間は4,240時間に及ぶ。70歳の時に勲二等瑞宝章を叙勲。

## 年譜
- 1942年（昭和17年）11月14日：海軍兵学校卒業（第71期）、任海軍少尉候補生、戦艦「武蔵」乗組[8]
- 1943年（昭和18年）
  - 1月15日：敷設艦「津軽」乗組[9]
  - 6月1日：海軍少尉任官[10]、海軍練習航空隊飛行学生[11]
- 1944年（昭和19年）
  - 3月15日：海軍中尉[12]に進級
  - 6月30日：第345海軍航空隊附[13]
  - 7月10日：戦闘第402飛行隊附[14]
  - 11月15日：戦闘第701飛行隊分隊長[15]
  - 12月1日：海軍大尉 に進級[16]
  - 11月30日：横須賀鎮守府附[17]
- 1945年（昭和20年）
  - 1月1日：戦闘第701飛行隊分隊長[18]
  - 9月30日：予備役に編入[19]
- 1947年（昭和22年）11月28日：公職追放仮指定[20]
- 1954年（昭和29年）11月：航空自衛隊に入隊（1等空尉）
- 1960年（昭和35年）8月：2等空佐に昇任
- 1966年（昭和41年）
  - 7月1日：1等空佐に昇任
  - 7月16日：航空幕僚監部防衛部防衛課勤務
  - 11月1日：航空幕僚監部防衛部防衛課防衛班長
- 1969年（昭和44年）2月17日：防衛研修所所員
- 1971年（昭和46年）
  - 1月20日：航空幕僚監部防衛部付
  - 2月16日：航空幕僚監部防衛部防衛課長
- 1972年（昭和47年）
  - 1月1日：空将補に昇任
  - 7月17日：第5航空団司令兼新田原基地司令
- 1974年（昭和49年）5月1日：航空幕僚監部防衛部長
- 1975年（昭和50年）7月1日：空将に昇任、保安管制気象団司令
- 1976年（昭和51年）2月16日：西部航空方面隊司令官
- 1977年（昭和52年）7月1日：術科教育本部長
- 1978年（昭和53年）3月16日：第15代 航空総隊司令官に就任
- 1979年（昭和54年）8月1日：第15代 航空幕僚長に就任
- 1981年（昭和56年）2月17日：退官
- 1993年（平成05年）11月3日：勲二等瑞宝章受章[21]
- 2013年（平成25年）2月27日：逝去（享年89）、叙・正四位[22]

## 栄典
- レジオン・オブ・メリット・コマンダー - 1979年（昭和54年）11月13日
- 勲二等瑞宝章 - 1993年（平成5年）11月3日